# Manfred Ebner (Politiker, Dezember 1953)
Manfred Ebner (* 20. Dezember 1953) ist ein österreichischer Politiker (SPÖ) sowie Bau- und Vermessungstechniker. Ebner war von 2009 bis 2018 Abgeordneter zum Kärntner Landtag.
Ebner besuchte die Volksschule in Puch, Gemeinde Weißenstein und wechselte danach an die Hauptschule in Villach-Lind. Nach dem Abschluss der HTL Villach arbeitete er als Bau- und Vermessungstechniker, ab 1974 bei der ÖBB. Zwischen 1995 und 2007 war er Cafehausbetreiber in Weißenstein und zudem zwischen 1998 und 2007 Veranstaltungsorganisator und Gastronomiebetreiber im Kulturhaus Weißenstein. Seit 1995 betreibt Ebner ein Ingenieurbüro für Innenarchitektur und Vermessungswesen.
Ebner wurde 1985 in den Gemeinderat von Weißenstein gewählt und 1996 in den Gemeindevorstand. 1997 übernahm er das Amt des 1. Vizebürgermeisters und war gleichzeitig Bau- und Kulturreferent. Er kandidierte bei der Landtagswahl 2009 und schaffte den Einzug in den Landtag. Im Zuge seiner Wahl zog er sich am 27. März 2009 von seiner Funktion als Vizebürgermeister zurück, behielt jedoch als Mitglied des Gemeindevorstands die Funktion des Bau- und Kulturreferenten. Am 31. März 2009 erfolgte die Angelobung Ebners im Landtag.
Ebner ist verheiratet und Vater einer Tochter sowie eines Sohnes. Er lebt in Puch, Gemeinde Weißenstein. 